# بالتیمار بریتو
بالتیمار بریتو (به پرتغالی: Baltemar José Oliveira Brito) مدافع اهل برزیل است که در شهر ریسیف و در تاریخ ۹ ژانویهٔ ۱۹۵۲ به دنیا آمده‌است.
بالتیمار بریتو در تیم‌های فوتبال باشگاه ورزشی اسپورت رسیفی سابقهٔ حضور دارد.